# Communauté de communes du Pays de l'Yssandonnais
La communauté de communes du Pays de l'Yssandonnais est une ancienne communauté de communes française, située dans le département de la Corrèze, en région Limousin.
Jusqu'en 2010, elle a porté le nom de communauté de communes du bassin d'Objat.

## Historique
Le 16 février 2000 nait la communauté de communes du bassin d'Objat. Le 12 novembre 2010, elle change de nom et devient la communauté de communes du Pays de l'Yssandonnais.
Au 1er janvier 2014, elle est dissoute dans la nouvelle Communauté d'agglomération du bassin de Brive.

## Composition
Elle regroupait 9 communes :
- Brignac-la-Plaine
- Louignac
- Objat
- Perpezac-le-Blanc
- Saint-Aulaire
- Saint-Cyprien
- Saint-Robert
- Vars-sur-Roseix
- Yssandon

## Compétences
Obligatoires :
- Économie
- Tourisme
- Culture

Optionnelles : 
- Voirie